# Sclerotium tuliparum
Sclerotium tuliparum är en svampart som beskrevs av Schltdl. 1831. Sclerotium tuliparum ingår i släktet Sclerotium och riket svampar.   Inga underarter finns listade i Catalogue of Life.